# Heinrich Hartmann (NS-Funktionär)
Heinrich Hartmann (* 10. September 1914 in Oelsnitz/Erzgeb.; † 9. Februar 2007 in Reutlingen) war Mitglied der Reichsjugendführung der Hitler-Jugend und Offizier der Wehrmacht, nach dem Zweiten Weltkrieg Mitbegründer des Internationalen Bundes (IB) sowie Künstler und Grafiker.

## Kindheit, Jugend und Karriere im Nationalsozialismus
Hartmann wurde als Sohn des Schuhmachers Otto Hartmann geboren. Nach dem Abitur studierte er ab 1934 an der Kunstakademie Berlin. In Berlin stieg Hartmann in der NS-Reichsjugendführung bis zum Hauptabteilungsleiter auf und arbeitete als enger Mitarbeiter Arthur Axmann zu, der ab 1940 als Nachfolger von Baldur von Schirach zum Reichsjugendführer aufgestiegen war. Hartmann war als Verbindungsmann insbesondere für den Kontakt mit Albert Speer verantwortlich, der ab 1942 als Reichsminister für Bewaffnung und Munition eine Schlüsselstellung im NS-Staat innehatte. In der Hitler-Jugend nahm er zuletzt den Rang eines Hauptbannführers ein. Zum 1. Mai 1937 war er der NSDAP beigetreten (Mitgliedsnummer 5.009.982). Er nahm von 1939 bis 1945 am Zweiten Weltkrieg teil, zuletzt als Offizier. Er kämpfte unter anderem beim Überfall auf Polen sowie in den letzten Kriegstagen in der „Schlacht um Berlin“.

## Bildung eines Netzwerks von ehemaligen HJ-Führern 1945–1948
Nach Ende des Zweiten Weltkriegs entging Hartmann einer Verhaftung durch die Alliierten. Noch im Dezember 1945 traf er sich mit anderen ehemaligen HJ-Führern im bayerischen Bad Tölz, wo Möglichkeiten eines nationalsozialistischen Widerstands gegen die Alliierten diskutiert wurden. Unter anderem traf sich Hartmann auch wieder mit dem ehemaligen Reichsjugendführer Arthur Axmann, der als „Vorstufe eines Söldnerheeres“ die Gründung eines „Arbeitsdienstes“ in Süddeutschland erwog.
Ab 1946 verhinderte dann insbesondere der Landesdirektor für Justiz, Erziehung und Kunst des Landes Südwürttemberg-Hohenzollern, der SPD-Politiker Carlo Schmid, eine Verhaftung Hartmanns. Schmid widersetzte sich damit den Entnazifizierungsbestimmungen und setzte gegenüber Henri Humblot, einem Mitglied der französischen Militärregierung von Württemberg-Hohenzollern, durch, Hartmanns Rolle im NS-System nicht publik zu machen und „äußerste Geheimhaltung“ zu wahren.
Ab 1946 versuchte Hartmann die Idee eines „Arbeitsdiensts“ für die Jugend neu anzugehen. Um, so Hartmann wörtlich, „dem schrecklichen Verwahrlosungsprozess vieler Jugendlicher“ entgegenzuwirken, „müssen wir uns jetzt … für die Jugend auf der Landstraße … einsetzen“. Hartmann sprach ab April 1946 mehrere hundert ehemalige HJ-Führer an, um diese für eine solche Organisation zu gewinnen, und sammelte diese im „Schwalldorfer Kreis“. Die französischen Behörden verhafteten am 8. April 1948 einige Mitglieder der Gruppe. Wie seinerzeit für Hartmann setzte sich Carlo Schmid nun für deren Freilassung ein, die er nach einigen Monaten bei der französischen Militärregierung auch erwirken konnte. Diese Freilassung nahm Hartmann dann gegenüber den Alliierten zum Anlass, die Entlassung aller inhaftierten HJ-Führer zu fordern.

## Tätigkeit beim Internationalen Bund ab 1949
Am 11. Januar 1949 gründete Hartmann zusammen mit Carlo Schmid und Henri Humblot in den Räumen der Eberhard-Karls-Universität Tübingen den „Internationalen Bund für Kultur- und Sozialarbeit e.V.“, den Vorläufer des heutigen Internationalen Bundes (IB). Erklärtes Ziel war es (wie schon bei den früheren Bestrebungen Hartmanns), einen „Arbeitsdienst“ zu gründen und entwurzelten Jugendlichen eine neue Aufgabe zu geben. Hartmann sammelte ehemalige Nationalsozialisten um sich. So waren 1957 von 340 Mitarbeitern des IB 75 ehemalige hauptamtliche Mitarbeiter von NS-Organisationen. 1957 ermittelte auf Grund dessen das Bundesamt für Verfassungsschutz gegen den Verein, stellte die Untersuchungen jedoch bald wieder ein.
Hartmann blieb von 1949 bis 1985 mit kurzen Unterbrechungen stellvertretender Vorsitzender des IB. Zwischen 1985 und 2001 war er Vorsitzender des Bundeskuratoriums des IB.

## Arbeit als Künstler

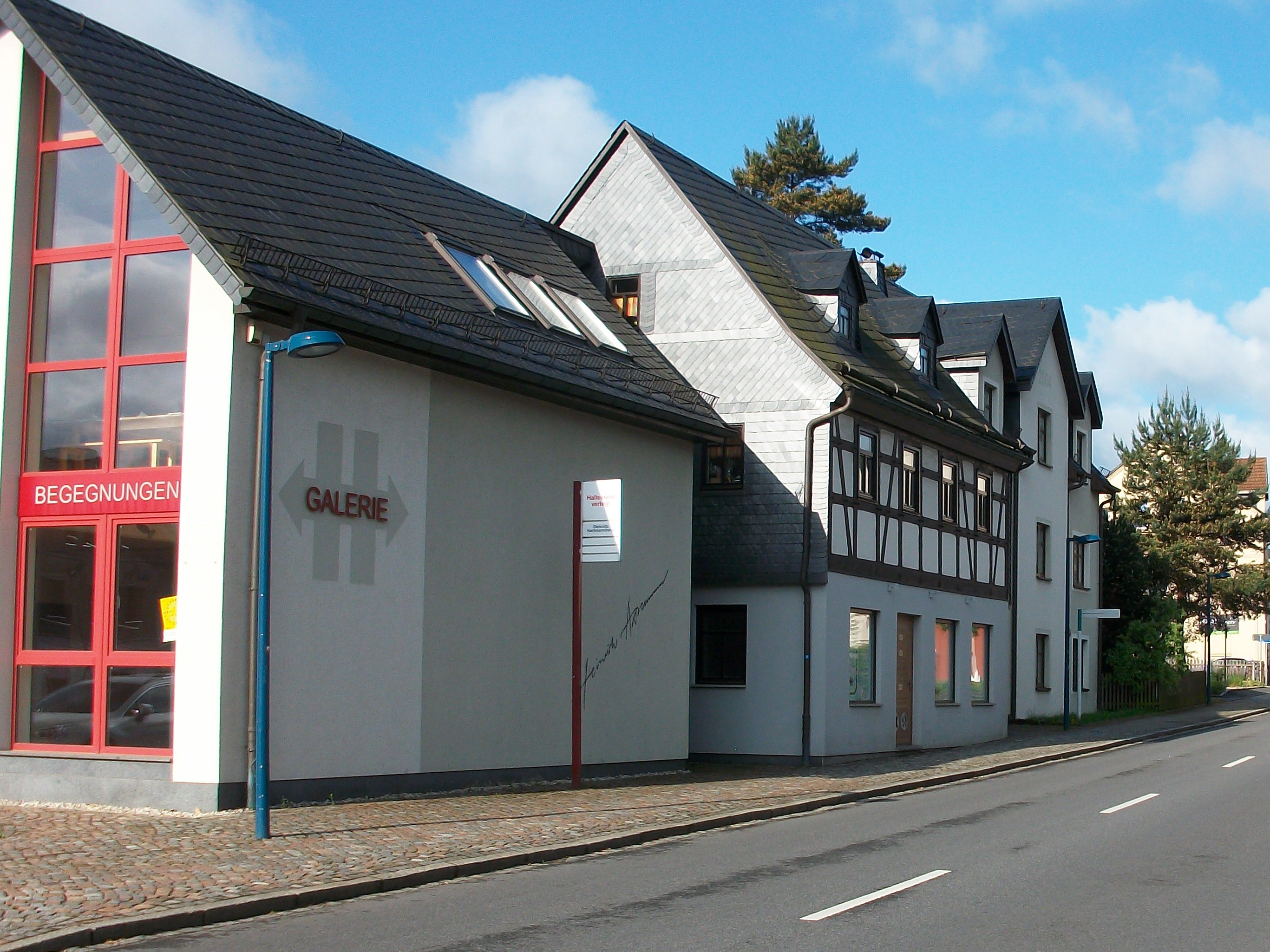
Galerie Heinrich-Hartmann-Haus in Oelsnitz/Erzgeb.

Heinrich Hartmann widmete sich seit seiner Kindheit der Malerei, wobei er zunächst vornehmlich Motive aus Sachsen malte. Nach dem Zweiten Weltkrieg arbeitete er in einer Reutlinger Werbeagentur sowie in seinem Tübinger Atelier. Insgesamt stammen 10.000 Gemälde von ihm.
Nach einer Augenkrankheit erblindete Hartmann im Jahr 1999.
Im Jahre 2004 eröffnete anlässlich seines 90. Geburtstags das „Heinrich-Hartmann-Haus“ in Oelsnitz/Erzgeb. Der sächsische Innenminister Albrecht Buttolo weihte vor über 400 Gästen das Ensemble ein, das neben dem Geburtshaus auch ein Wohngebäude und eine Galerie auf zwei Etagen beherbergt. Entsprechend dem Wunsch Hartmanns finden hier aktuelle Ausstellungen junger sowie etablierter Künstler statt und es wird ein Teil seines eigenen Werks präsentiert.

## Würdigungen
- Großes Bundesverdienstkreuz (1975)
- Verdienstmedaille des Landes Baden-Württemberg (2004)